# Parets d'Empordà
Parets d'Empordà es una localidad española del municipio de Vilademuls, perteneciente a la provincia de Gerona, en la comunidad autónoma de Cataluña.

## Toponimia
El nombre del lugar puede encontrarse referido con las variantes Parets de Ampurdá y Parets d'Empordà.

## Historia
Hacia mediados del siglo XIX, el lugar, ya por entonces perteneciente a Vilademuls, tenía contabilizada una población de 109 habitantes. Aparece descrito en el decimosegundo volumen del Diccionario geográfico-estadístico-histórico de España y sus posesiones de Ultramar de Pascual Madoz de la siguiente manera:

PARETS DE AMPURDÁ: l. en la prov., part. jud. y dióc. de Gerona (3 1/2 leg.), aud. terr., c. g. de Barcelona (23), ayunt. de Vilademuls. sit. á la falda de una colina, y orilla der. del r. Fluviá, con buena ventilacion, y clima frio, pero sano; las enfermedades comunes, son fiebres intermitentes. Tiene 25 casas, y una igl. parr. (Sta Leocadia), servida por un cura da ingreso, de provision real y ordinaria. El térm. confina N. Orfans; E. el r. Fluviá; S. Bascara y O. Gallines. El terreno es arcilloso, de secano. con algun arbolado de pinos, robles y encinas; le cruza el mencionado r., pero sus aguas se aprovechan solo para el riego de los huertos. Hay varios caminos locales de herradura. El correo se recibe de Bascara. prod.: trigo, legumbres, vino y aceite; cria caza de perdices, conejos y liebres, y pesca de barbos y anguilas. pobl.: 14 vec., 109 alm. cap. prod.: 1.230,800. imp.: 30,770.
(Madoz, 1849, p. 700)

En 2022, la entidad singular de población tenía empadronados 37 habitantes.

## Patrimonio
En la localidad hay una iglesia parroquial bajo la advocación de Santa Leocadia.

## Actividad
En el municipio hay una casa rural Mas Torrencito desde el año 2002. Su slogan es La Primera Casa Rural para Mascotas que acepta Personas" 